# Eccomi
Eccomi (Ето ме) е двайсет и шестият студиен албум на италианската певица Пати Право, издаден на 12 февруари 2016 година от музикалната компания Warner Music Group. С първия сингъл от него, Cieli immensi (Необятно небе), издаден два дни преди целия албум, певицата участва на Музикалния фестивал „Санремо“, класира се на шесто място в категорията Campioni (Шампиони) и е удостоена с Премията на критиката „Мия Мартини“. Албумът е достъпен на компактдиск и за дигитално сваляне от 12 февруари, а на винилова плоча – от 26 февруари.

## Песни
1. A parte te (Освен теб) – 3:42 (Джулиано Санджорджи)
2. Ci rivedremo poi (Ще се видим после) – 3:15 (текст: Ракеле Бастреги – музика: Ракеле Бастреги, Матео Буцанка)
3. Qualche cosa di diverso (Нещо различно) – 3:09 (Серджо Валарино)
4. Cieli immensi (Необятно небе) – 4:15 (Фортунато Дзампалионе)
5. Per difenderti da me (За да те предпазя от себе си) – 3:37 (Тициано Феро)
6. Nuvole (Облаци) – 3:49 (Джанджи Скип)
7. Non siamo eroi (Не сме герои) – 3:50 (текст: Емилиано Джамбели – музика: Микеле Канова Йорфида, М. Дагани, А. Ерба) (дует с Емис Кила)
8. Possiedimi (Обземай ме) – 3:12 (текст: Джана Нанини, Луиджи Де Крешенцо – музика: Джана Нанини)
9. Se chiudo gli occhi (Щом затворя очи) – 3:09 (Тулио Манчино)
10. Come una preghiera (Като молитва) – 3:10 (текст: Андреа Регацети, Алфредо Рапети Могол – музика: Андреа Регацети)
11. Se (Ако) – 4:39 (Самуел Умберто Романо)
12. Un uomo semplice (Обикновен мъж) – 3:25 (Мария Франческа Ксефтерис)
13. Tutt'al più (В най-добрия случай) – 3:18 (текст: Франко Милячи, Фред Де Палма – музика: Фред Де Палма) (дует с Фред Де Палма)

|  | Тази страница частично или изцяло представлява превод на страницата Eccomi в Уикипедия на италиански. Оригиналният текст, както и този превод, са защитени от Лиценза „Криейтив Комънс – Признание – Споделяне на споделеното“, а за съдържание, създадено преди юни 2009 година – от Лиценза за свободна документация на ГНУ. Прегледайте историята на редакциите на оригиналната страница, както и на преводната страница, за да видите списъка на съавторите. ВАЖНО: Този шаблон се отнася единствено до авторските права върху съдържанието на статията. Добавянето му не отменя изискването да се посочват конкретни източници на твърденията, които да бъдат благонадеждни. |